# Chien d'assistance judiciaire

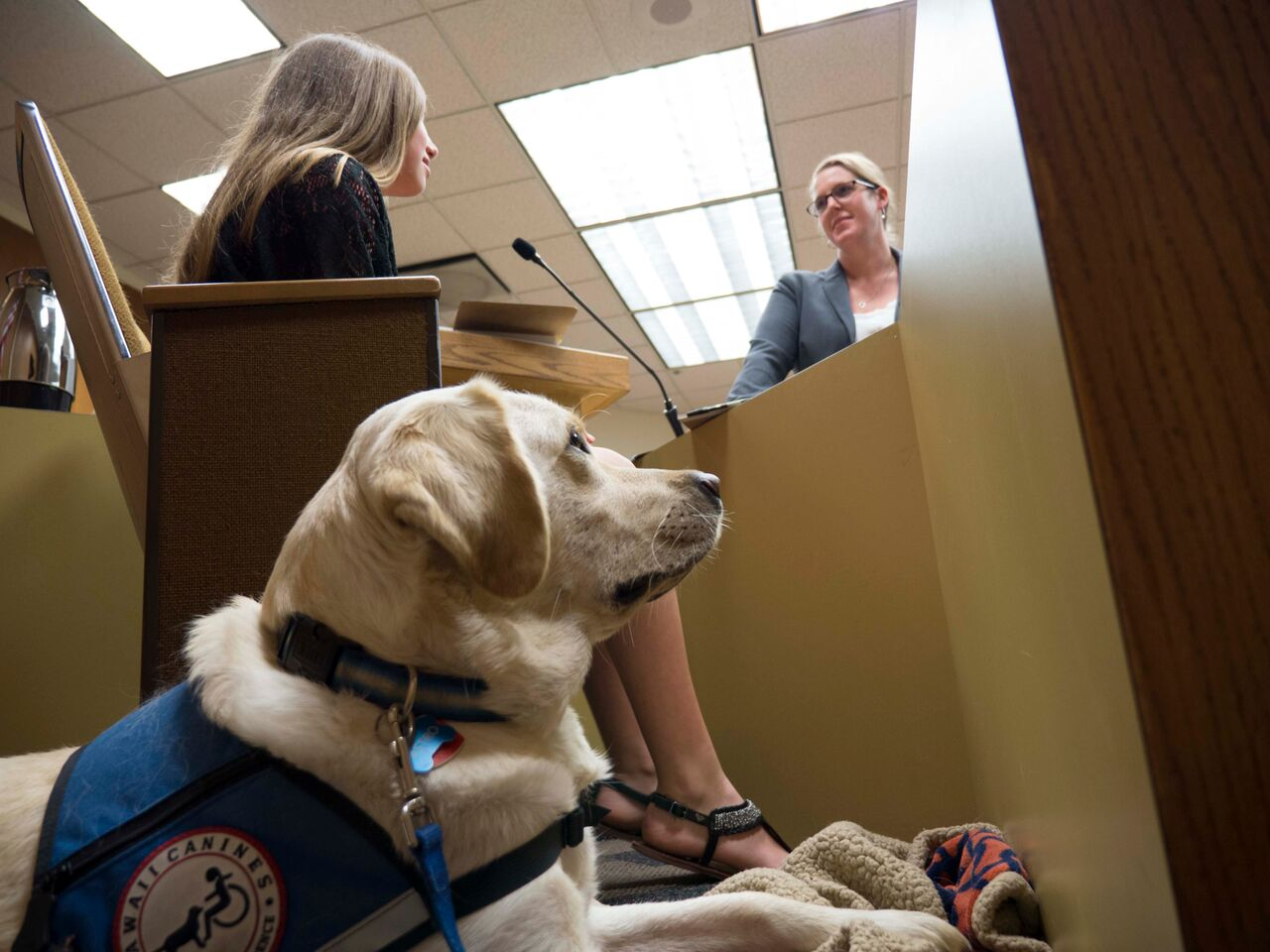
« Courthouse Dog » aux États-Unis

Un chien d'assistance judiciaire est un chien qui accompagne les personnes présentées comme des victimes d'actes de violence dans le cadre d’infractions pénales, souvent des enfants, dans tous les actes de la procédure judiciaire. Ce dispositif peut également être utilisé pour apaiser des prévenus.

## Présentation
Le chien d’assistance judiciaire (quelquefois présenté par l'acronyme CAJ) qui accompagne les personnes au cours d'une procédure de justice permet ainsi de les apaiser, voire les rassurer et, par voie de conséquence, peut encourager la libération de la parole du justiciable fragilisé par les actes de violence qu'il ou elle a subi.
La présence de ce type d'animal peut également être utilisé pour prendre en charge un prévenu, la présence d'un chien étant mieux ressentie que celle d'un membre des forces de l'ordre car, selon les organisateurs de ce type de prise en charge « l'animal ne porte aucune jugement à l'encontre de la personne qu'il accompagne ». Ces chiens peuvent également être utilisés pour rester aux côtés des victimes ou des prévenus, au cours d’un procès pour les aider à surmonter ce moment judiciaires crucial et souvent difficile.

## Usage dans le monde

### Aux États-Unis
Aux États-Unis, en 2003, la Courthouse Dogs Foundation (en) est la première organisation à avoir mis en place la venue de chiens spécifiquement éduqués pour les auditions de mineurs victimes. En Amérique du nord, ces chiens ne sont remis exclusivement qu’aux professionnels de la justice.
En 2015, la fondation Courthouse Dogs gérait la prise en charge de 87 chiens dans 28 états des États-Unis et a étendu son action vers le Canada et le Chili.

### En France

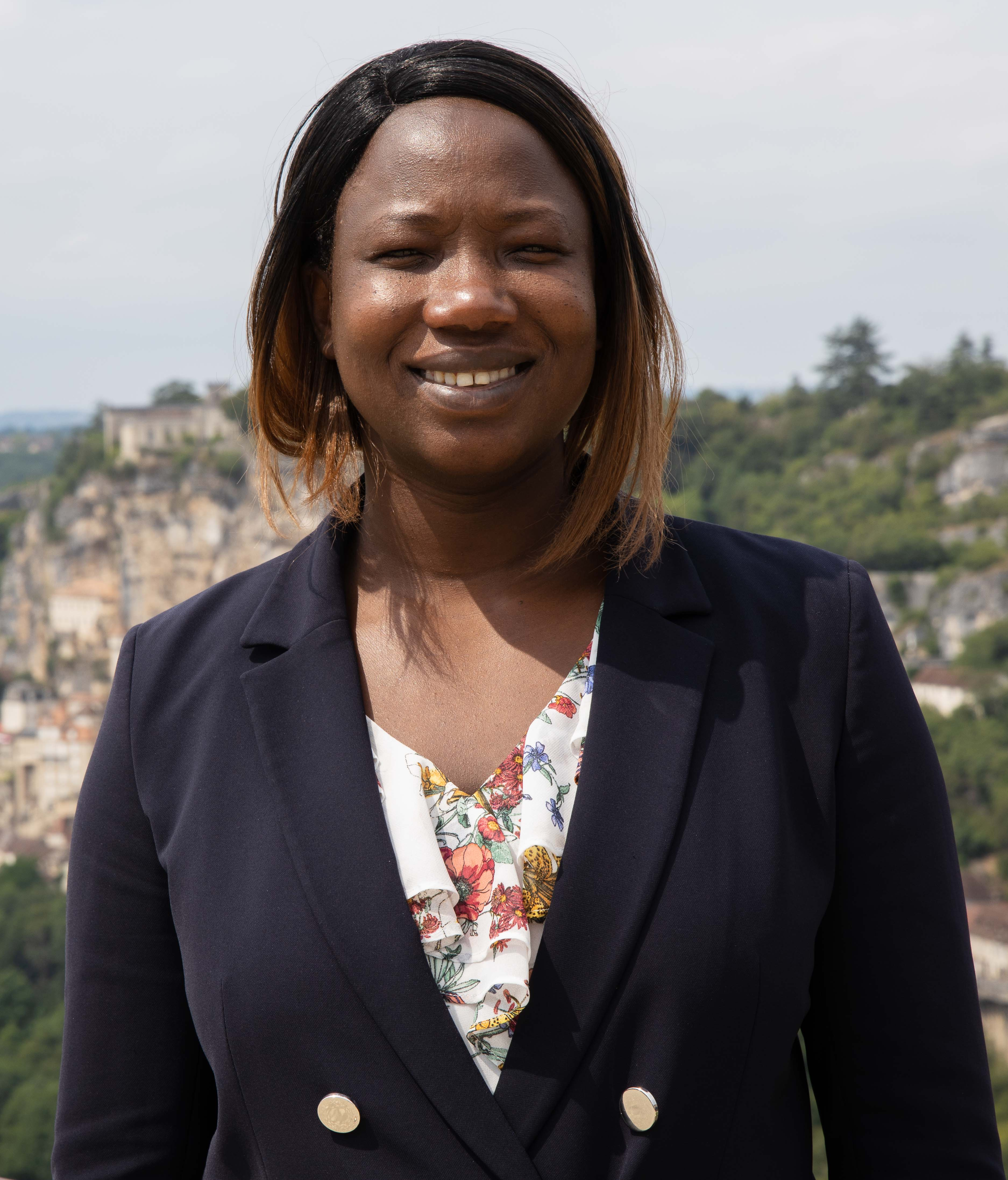
Huguette Tiegna, députée du Lot, a déposé un texte de loi « visant à renforcer l’accompagnement des victimes par des chiens d’assistance judiciaire du tribunal »

#### Mise en place
En 2019, un labrador au pelage noir et baptisé « LoL » est le premier chien d’assistance judiciaire. Il a pris son poste à Cahors pour aider les victimes à libérer leur parole auprès des enquêteurs. Une première, initiée et financée par la Fondation Adrienne et Pierre Sommer, en partenariat avec Handi’chiens, la Fédération France Victimes et le tribunal de Cahors,,. « Ouchi », un golden retriever est le chien d'assistance judiciaire de Nevers depuis décembre 2020 pour assurer la même fonction.
Selon le site du Figaro, six chiens d’assistance judiciaire pour les enfants sont officiellement utilisés en France en juin 2022. Ce dispositif est soutenu par le ministère de la Justice et Handi’Chiens, ainsi que par l'association La Voix de l'enfant.

#### Proposition de loi
Une proposition de loi visant à renforcer l’accompagnement des victimes par des chiens d’assistance judiciaire du tribunal a été déposée à l'Assemblée nationale par Huguette Tiegna, députée du Lot et enregistré le 16 juin 2020. La député a ensuite remis le document du texte à Nicole Belloubet, garde des Sceaux et ministre de la Justice du Gouvernement Édouard Philippe, le lundi 29 juin 2020.